# Fausto Pirandello
Fausto Pirandello (Roma, 17 de junho de 1899 — Roma, 30 de novembro de 1975) foi um pintor italiano associado ao movimento artístico moderno conhecido como Scuola romana (Escola Romana). Filho de Luigi Pirandello, renomado escritor, dramaturgo, poeta italiano e vencedor do Prêmio Nobel de Literatura em 1934, Fausto Pirandello destacou-se pela sua abordagem única na pintura.  
Após uma breve estadia em Paris, onde conheceu figuras proeminentes do meio artístico entre as décadas de 1920 e 1930, ele consolidou seu estilo, tornando-se um dos principais representantes da Escola Romana.
A originalidade de sua obra é marcada por um realismo cru e direto da vida cotidiana, que reflete aspectos impiedosos, em uma linguagem pictórica expressiva e áspera. Suas pinturas são consideradas registros únicos de um "poeta da imagem", que aborda a arte com uma profundidade psicológica comparável ao trabalho de seu pai, Luigi Pirandello, na literatura.
Nos anos 1950, o estilo de Pirandello evoluiu, absorvendo influências de modelos cubistas, especialmente de Braque e Picasso. Ele navegou pelas transformações que marcaram a pintura italiana entre o "realismo" e o "neocubismo", explorando tendências expressionistas que culminaram em uma síntese entre abstração e figuração.
Ao longo de sua carreira, Pirandello participou de importantes eventos artísticos, incluindo convites para expor na Bienal de Veneza e na Quadrienal de Roma. 